# 天主教博馬教區
天主教博馬教區（拉丁語：Dioecesis Bomaënsis）是剛果民主共和國一個羅馬天主教教區，屬金沙薩總教區。
教區的前身是一個宗座代牧區，成立於1934年2月26日，1959年11月30日升為教區。
教區位於該國西部下剛果省西部。2012年有教友867,000人（佔轄區總人口60.3%）、卅九個堂區、210名司鐸。現任教區主教為西彼廉·姆布卡。